# Callionymus curvispinis
Callionymus curvispinis es una especie de peces de la familia Callionymidae en el orden de los Perciformes.

## Morfología
• Los machos pueden llegar alcanzar los 4,5 cm de longitud total.

## Hábitat
Es un pez de mar y de clima templado y demersal que vive entre 16-18 m de profundidad

## Distribución geográfica
Se encuentra en el Japón.

## Observaciones
Es inofensivo para los humanos